# Schaueria marginata
Schaueria marginata är en akantusväxtart som beskrevs av Christian Gottfried Daniel Nees von Esenbeck. Schaueria marginata ingår i släktet Schaueria och familjen akantusväxter. Inga underarter finns listade i Catalogue of Life.